# 동경주 나들목
동경주 나들목(E.Gyeongju IC)은 경상북도 경주시 문무대왕면 어일리와 입천리에 걸쳐 설치된 동해고속도로의 10번 교차로이다. 문무대왕면, 감포읍 등지로 진출할 수 있다.

## 연혁
- 2009년 6월 17일 : 나들목 신설을 위해 경주시 도시계획시설 교통광장에 양북면 어일리 일원을 동경주 나들목으로 고시[1]
- 2015년 7월 23일 : 2016년까지 나들목 교통광장 구조 변경을 위해 울산광역시 울주군 범서읍 굴화리 ~ 경상북도 포항시 남구 오천읍 문덕리 56.68km 구간 도로구역 변경[2]
- 2015년 12월 29일 : 동해고속도로 동경주 ~ 남포항 구간 개통에 따라 영업 개시[3]
- 2016년 6월 30일 : 남경주 ~ 동경주 구간 개통에 따라 전 방향 통행 개시[4]
- 2016년 12월 8일 : 도로구역 변경으로 인해 경주시 도시계획시설 교통광장 면적 변경[5]

## 구조물 정보
- 위치: 경상북도 경주시 문무대왕면 어일리, 입천리
- 영업소: 경상북도 경주시 문무대왕면 지저남동길 109-64
- 한국도로공사 경주지사: 경상북도 경주시 문무대왕면 척현길 1

## 접속하는 도로
- 문무대왕로 (국도 제14호선, 지방도 제929호선)
- 간접 연결 : 국도 제4호선 (경감로, 와읍 교차로 이용)

## 교통량 정보
| 요금소          | 통행량 (대/일) | 통행량 (대/일) | 통행량 (대/일) | 통행량 (대/일) | 통행량 (대/일) | 통행량 (대/일) | 통행량 (대/일) | 통행량 (대/일) | 통행량 (대/일) | 통행량 (대/일) | 각주  |
| 요금소          | 2008년         | 2009년         | 2010년         | 2011년         | 2012년         | 2013년         | 2014년         | 2015년         | 2016년         | 2017년         | 각주  |
| --------------- | -------------- | -------------- | -------------- | -------------- | -------------- | -------------- | -------------- | -------------- | -------------- | -------------- | ----- |
| 동경주 (폐쇄식) | 미개통         | 미개통         | 미개통         | 미개통         | 미개통         | 미개통         | 미개통         | 15             | 2,619          | 2,792          | [ 6 ] |
| 요금소          | 2018년         | 2019년         |                |                |                |                |                |                |                |                | [ 6 ] |
| 동경주 (폐쇄식) | 2,851          | 2,925          |                |                |                |                |                |                |                |                | [ 6 ] |